# 阮崑
阮崑（1916年5月15日—2022年1月9日），乂安省人，越南政治家，越南共產黨黨員、越南國家計劃委員會主席及越南副總理。

## 生平
- 1916年5月15日出生於越南乂安省清漳縣清林社。
- 1967年，阮崑接任越南副總理，至1976年卸任。
- 2007年，他獲越南共產黨頒發金星勳章。[1]

## 勳章
- 金星勳章

## 外部連結
- Huân chương sao vàng （页面存档备份，存于）
- Bộ Kế hoạch Đầu tư[永久]